# Milica Hrebeljanović

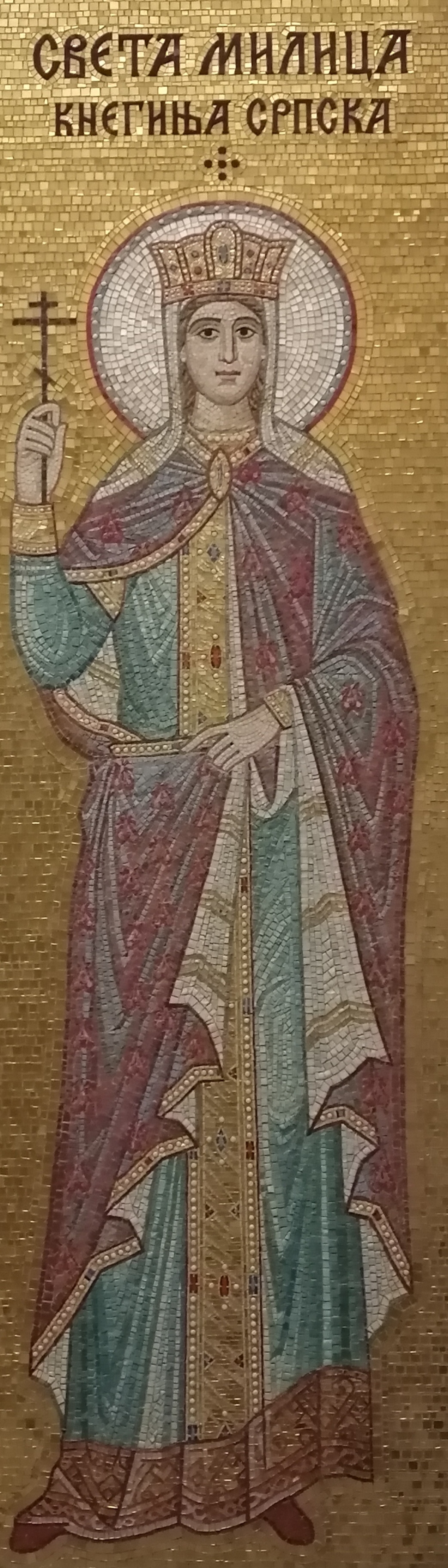
Mosaik von Milica in St. Sava auf Vračar

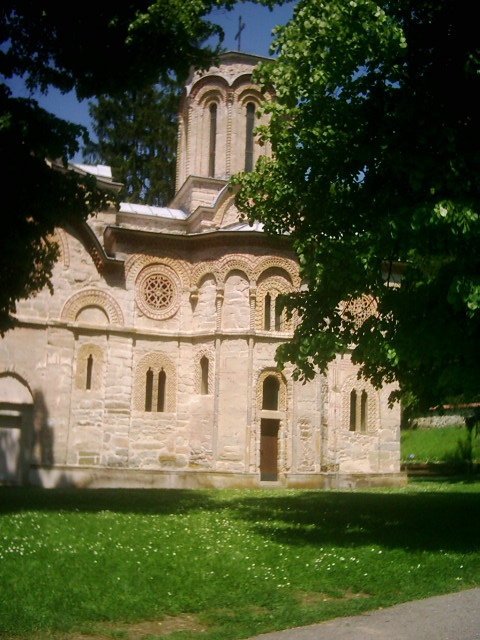
Kloster Ljubostinja

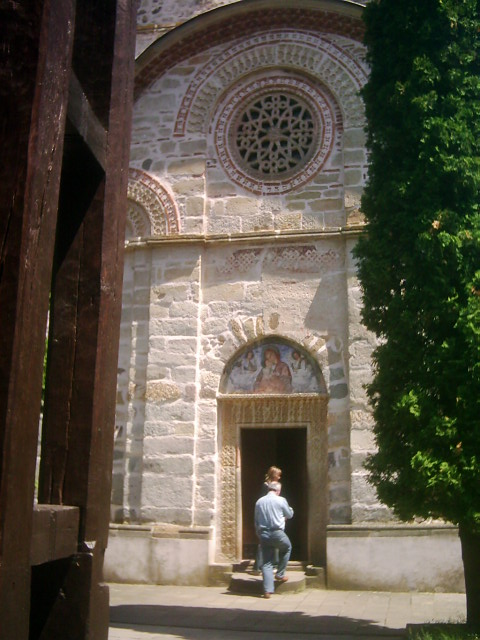
Haupteingang und Rosette in Ljubostinja

Fürstin Milica Hrebeljanović (kyrillisch. Милица Хребељановић, geborene Nemanjić; * um 1335; † 11. November 1405) auch bekannt als Kaiserin Carica Milica, war Regentin von Serbien, Ehefrau von Fürst Lazar Hrebeljanović (1329–1389) und Mutter des Despoten Stefan Lazarević. Sie war die Tochter von Fürst Vratko (кнез Вратко), ein Urenkel von Vukan Nemanjić und damit aus einem Seitenzweig der Nemanjiden entstammend. Sie war einst die vierte Cousine am Hof von Stefan Uroš IV. Dušan. Nach der Schlacht auf dem Amselfeld übernahm sie für den minderjährigen Stefan bis 1393 die Regierungsgeschäfte. Danach zog sie zusammen mit Jefimija in das von ihr gestiftete Kloster Ljubostinja, nahm zuerst den Klosternamen Jevgenija (Јевгенија), und trug später als Äbtissin den Namen Jefrosina (Јефросина). Sie ist Heilige der serbisch-orthodoxen Kirche.
Milica hatte acht Kinder, darunter:
- Stefan Lazarević
- Vuk Lazarević
- Jelena Balšić
- Dragana
- Mara
- Olivera Despina.

Mara war mit Vuk Branković, Jelena mit Đurađ II. Balšić, Dragana mit dem bulgarischen Zaren Iwan Schischman, und die jüngste Tochter Olivera mit dem türkischen Sultan Bajezid I. vermählt.